# Чирковська культура
Чирковська культура, Чірковська культура — археологічна культура бронзової доби у Волзько-В'ятського межиріччя та лісостепового Надволжя.
Названа за поселенням у селі Чирки республіці Марій Ел. Виявлено Альфредом Халиковим у 1960 році.
Культура датується 1600–700 роками до н. е..

## Походження
Чирковська культура сформувалася змішуванням місцевих племен волосівської культури з прийшлим населенням балановської культури.

## Поселення
Для чирковської культури характерні поселення, розташовані на природно-укріплених, важкодоступних місцях. Чирковські житла переважно наземні з рублених стін, часто з'єднані переходами.

## Вироби
Посуд горшкоподібної форми з різко відігнутим назовні вінчиком й округлим днищем. Посуд орнаментовано зубчастим штампом, насічками різної форми, наліпними валиками.
Разом з бронзоливарним виробництвом тривало виготовлення крем'яних знарядь (черешкові наконечники стріл, ножі, скребки, тесла) та виробів з кістки.

## Господарство
У господарстві провідне становище займало тваринництво. Переважало розведення свиней й великої рогатої худоби. На пізніх етапах розвитку культури зростає роль конярства.
Незначні сліди землеробства на чирковських поселеннях.
Важливе місце займали полювання, рибальство, збиральництво, особливо у північних районах полісся.
Суспільні відносини у чирковських племен, ймовірно, перебували на стадії переходу до патріархальних.

## Культура у Пензенській області
У області поселення чирковської культури розкопані М. Р. Полєсських у нижніх шарах городищ раннього залізної доби: Ахунського городища на околиці Пензи та Катеринівського городища у Лунінському районі.
В. І. Колгановою й В. В. Ставицьким досліджено неукріплене поселення Катеринівка-2, розташоване на піщаному останці Сурської заплави.